# 美野里パーキングエリア
美野里パーキングエリア（みのりパーキングエリア）は、茨城県小美玉市羽鳥にある、常磐自動車道のパーキングエリア。

## 施設

### 上り線（東京方面）
- 管理：ネクスコ東日本エリアトラクト[1]
- 運営：高崎弁当[2]
- 駐車場[2]
  - 大型 20台
  - 小型 50台
- トイレ[2]
  - 男性　大6（和式0・洋式6）・小11
  - 女性　14（和式1・洋式13）
  - 車椅子用　1
- フードコート（7時30分 - 19時30分）[2]
- ショッピングコーナー（7時30分 - 19時30分）[2]
- 自動販売機
- ウォークインゲート[2]

### 下り線（水戸・いわき方面）
- 管理：ネクスコ東日本エリアトラクト[1]
- 運営：ネクスコ東日本リテイル[3]
- 駐車場[3]
  - 大型 20台
  - 小型 52台
- トイレ[3]
  - 男性　大6（和式0・洋式6）・小11
  - 女性　14（和式1・洋式13）
  - 車椅子用　1
- フードコート（7時 - 19時）[3]
- ショッピングコーナー（7時 - 19時）[3]
- 自動販売機
- ウォークインゲート[3]

## 隣
E6 常磐自動車道
(7)千代田石岡IC - (7-1)石岡小美玉SIC - 美野里PA - (8)岩間IC